# Alloteratura bispina
Alloteratura bispina är en insektsart som beskrevs av Andrej Vasiljevitj Gorochov 1993. Alloteratura bispina ingår i släktet Alloteratura och familjen vårtbitare. Inga underarter finns listade i Catalogue of Life.